# Заслон
Заслонът е базова постройка която се използва за осигуряване на временно покритие.

## Типове заслони
- Авариен заслон
- Приют за бездомни
- Колиба
- Скален заслон
- Навес
- Пикник заслон